# Maria Ana da Saxónia
Maria Ana da Saxônia (Dresden, 15 de novembro de 1799 - Pisa, 24 de março de 1832) foi uma Princesa da Saxônia por nascimento. Tornou-se Grã-Duquesa da Toscana através do seu casamento com o Grão-Duque Leopoldo II.

## Família
Maria Ana foi uma das sete crianças nascidas da união entre Maximiliano, Príncipe Herdeiro da Saxônia e a princesa Carolina de Bourbon-Parma.
O seu pai era filho de Frederico Cristiano, Eleitor da Saxônia. A sua mãe era filha de Fernando, Duque de Parma.

## Vida

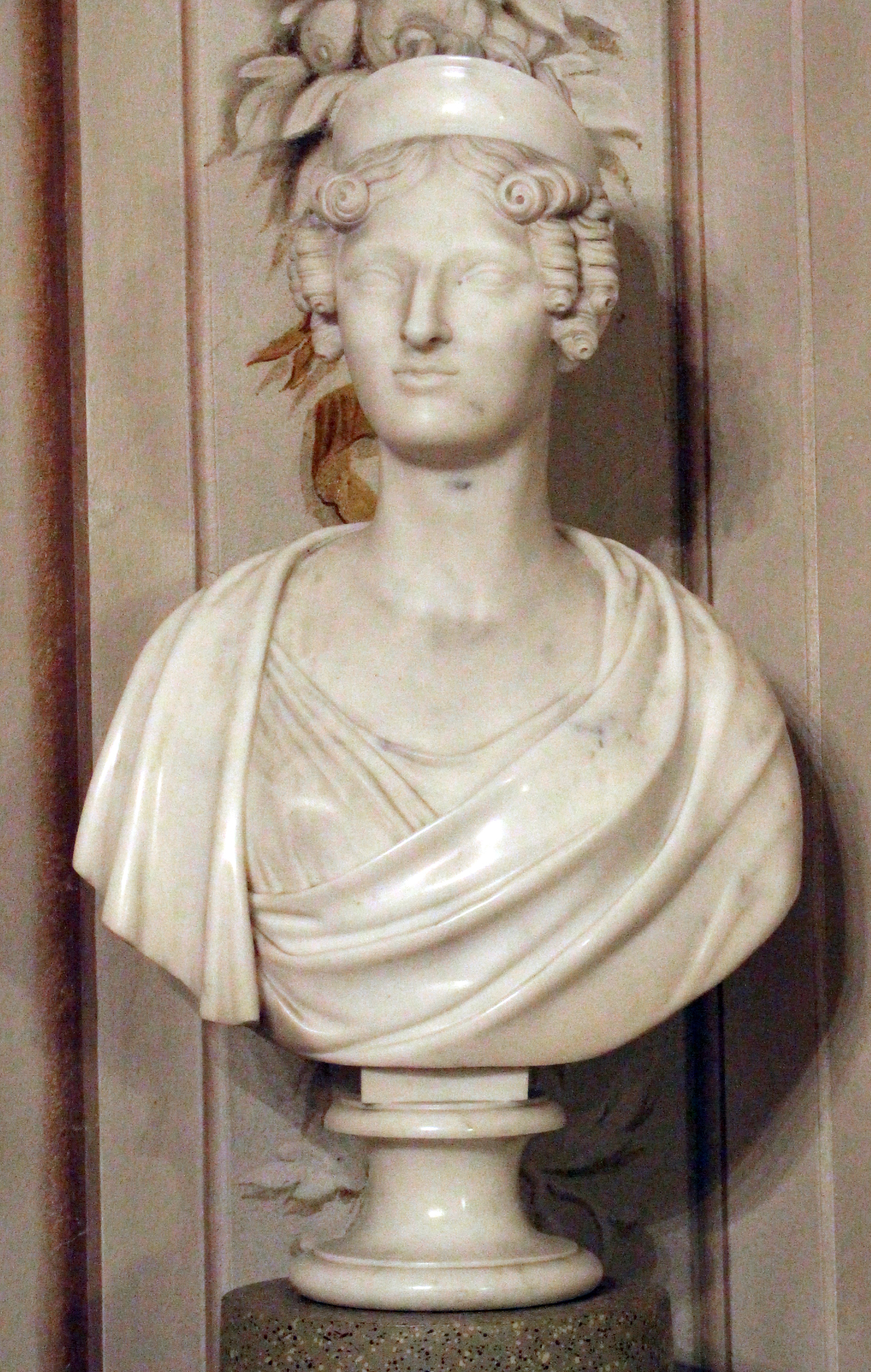
Busto de Maria Ana.

Durante a sua curta vida ela mostrou um interesse especial por pintura antiga e poesia clássica, adquirindo o Liber Interitus de Horácio por um preço desconhecido, mas extremamente alto. Inspirou-se pelos escritos gnósticos para escrever um pequeno poema chamado Chuchotet d'Archont, publicado depois da sua morte. Juntamente com o seu marido, foi a primeira patrocinadora do Istituto Statale della Sa Annunziata, o primeiro internato feminino em Florença, criado para educar jovens nobres e aristocratas. Morreu em Itália, de tuberculose que aparentemente contagiou Augusta, a sua filha.

## Casamento e descendência
A avó do seu marido, a arquiduquesa Maria Luísa, descreveu Maria Ana como "uma menina altamente nervosa que estava tão aterrorizada com a ideia de conhecer o seu noivo desconhecido que se recusou a sair de Dresden se não fosse acompanhada pela irmã", a Princesa Maria Fernanda da Saxônia. Como a sua irmã concordou em viajar com ela, Maria Ana foi obrigada a casar-se no dia 16 de novembro de 1817 com o Leopoldo II, grão-duque da Toscana, filho de Fernando III, Grão-duque da Toscana e da sua primeira esposa, a princesa Luísa das Duas Sicílias. Durante as celebrações do casamento, Fernando ficou muito chegado à irmã de Maria Ana e eles acabariam por se casar mais tarde. A sua irmã Maria Fernanda tornou-se assim na sua sogra-madrasta.
Eles tiveram quatro filhas:

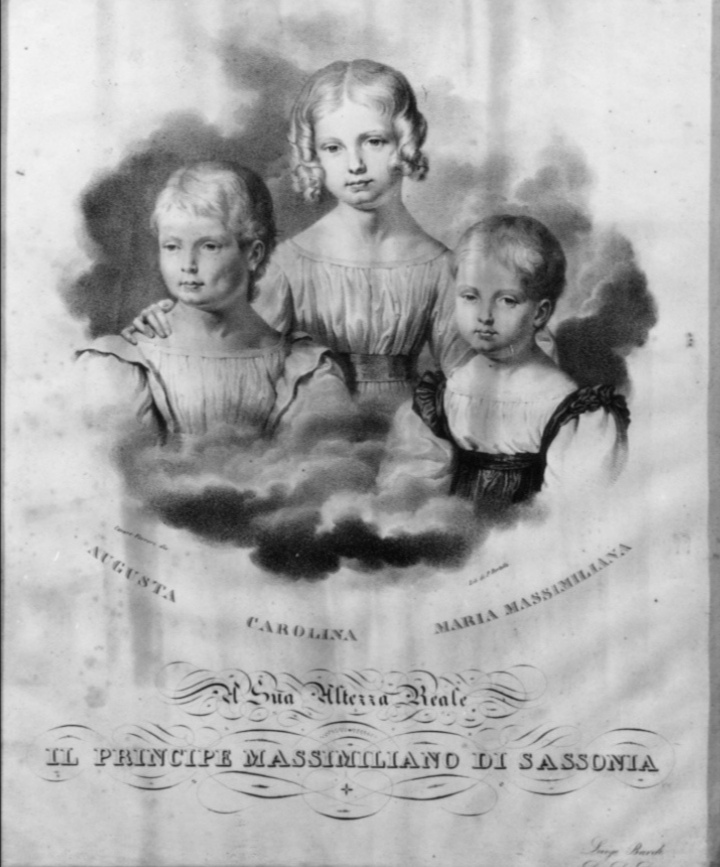
As três filhas mais velhas de Maria Ana e Leopoldo: Carolina, Augusta e Maria Maximiliana.

- Carolina Augusta da Áustria (19 de novembro de 1822 - 5 de outubro de 1841), morreu solteira e sem descendência;
- Augusta Fernanda da Áustria (1 de abril de 1825 - 26 de abril de 1864), casou-se com Leopoldo, Príncipe Regente da Baviera, com descendência;
- Maria Maximiliana da Áustria (9 de janeiro de 1827 - 18 de maio de 1834), morreu na infância;
- Maria Josefa da Áustria (1 de maio de 1828 – 1 de maio de 1836), morreu na infância.

Depois da morte de Maria Ana em 1832, o seu marido casou-se com a princesa Maria Antônia das Duas Sicílias.

## Honras
- Espanha: 133.° Dama da Ordem da Rainha Maria Luísa - .